# Vinkuran
Vinkuran (olaszul: Vincural) falu Horvátországban, Isztria megyében. Közigazgatásilag Medulinhoz tartozik.

## Fekvése
Az Isztriai-félsziget déli csücskén, Póla központjától 4 km-re délkeletre, községközpontjától 6 km-re északnyugatra a Póla-Premantura úttól nyugatra, a Vinkurani-, vagy Solina-öböl felett fekszik. A szelektől jól védett öböl kisebb hajók kikötésére is alkalmas, legnagyobb mélysége eléri a 16 métert. Vinkuran részei Vinkurana su Cota, Debeli vrv, Glavičica, Vikovice, Carevac, Novo naselje.

## Története
Azon a magaslaton ahol ma a szomszédos Vintijan falu áll a bronzkorban az Isztria egyik legnagyobb erődítménye volt, melynek átmérője meghaladta a száz métert. Építőjéről a régészeti kutatások alapján egyelőre nem rendelkezünk információval, azonban a vaskorban már bizonyosan a félsziget névadója a hisztri nép birtokolta. A domb oldalában több ókori kőbánya volt, melyek közül a legjelentősebb Vinkurantól északnyugatra található, római nevén Cavae Romane, melynek anyagából építették a pólai amfiteátrumot és számos szobor is készült belőle. A település első írásos említése 1303-ban történt, amikor még Pomerhez tartozott. Önálló településként 1424-ben a pólai statutumban szerepel először „Vencoral” alakban. Lakói mezőgazdasággal, halászattal foglalkoztak és a védelem fejében adót fizettek a Velencei Köztársaságnak. Sok más isztriai településhez hasonlóan a 16. században Vinkuran lakossága is kipusztult a sorozatos járványok (pestis és malária) miatt. A 16. és 17. században főként a török elől Dalmáciából menekülő horvátokkal telepítették be. A 19. század végén az Osztrák–Magyar Monarchia akkori legnagyobb hajógyárában Pólán dolgozó premanturaiak települtek be a faluba. Alapiskoláját 1904-ben alapították, később 2004-ben átalakították, ma az óvoda és a kultúrház működik benne.
A falunak 1880-ban 86, 1910-ben 112 lakosa volt. Az első világháború következményei nagy politikai változásokat hoztak az Isztrián. 1920-tól 1943-ig az Isztriával együtt olasz uralom alá tartozott. Az olasz kapitulációt (1943. szeptember 8.) követően az Isztria német megszállás alá került, mely 1945-ig tartott. A német megszállás idején környékén partizánharcok folytak. A háborút hosszas diplomáciai harc követte Jugoszlávia és Olaszország között az Isztria birtoklásáért. Az 1947-es párizsi békekonferencia Jugoszláviának ítélte. 1991-óta a független Horvátországhoz tartozik. 2011-ben 647 lakosa  volt, közülük sok az új betelepülő. Lakói hagyományosan főként a mezőgazdaságból és halászatból éltek, ma már többen a közeli Pólára és a környező településekre járnak dolgozni, ahol a turizmus és a vendéglátás területén tevékenykednek. A szép és fenyvesekkel övezett strandok ellenére a helyi turizmus nem fejlődött nagyobb mértékben közeli nagyobb turistatelepek Pješčana uvala és Banjole miatt, de az itteniek közük sokan foglalkoznak magánszállások, apartmanok kiadásával.

## Lakosság
| Lakosság változása | Lakosság változása | Lakosság változása | Lakosság változása | Lakosság változása | Lakosság változása | Lakosság változása | Lakosság változása | Lakosság változása | Lakosság változása | Lakosság változása | Lakosság változása | Lakosság változása | Lakosság változása | Lakosság változása | Lakosság változása |
| ------------------ | ------------------ | ------------------ | ------------------ | ------------------ | ------------------ | ------------------ | ------------------ | ------------------ | ------------------ | ------------------ | ------------------ | ------------------ | ------------------ | ------------------ | ------------------ |
| 1857               | 1869               | 1880               | 1890               | 1900               | 1910               | 1921               | 1931               | 1948               | 1953               | 1961               | 1971               | 1981               | 1991               | 2001               | 2011               |
| 0                  | 0                  | 86                 | 133                | 161                | 112                | 0                  | 252                | 191                | 189                | 211                | 199                | 0                  | 0                  | 501                | 647                |

## Nevezetességei
- A Solina-öbölben védett parkerdő található sétányokkal és kerékpárutakkal. Gyönyörű a vinkurani tengerpart, a közeli szigetek látványa. A búvárkodás szerelmeseinek egyedülálló élmény a tengeralatti barlang felkeresése.
- A közeli Vintijanon egy nagy történelem előtti erődítmény maradványai láthatók.
- A településtől északra található az a kőbánya (Cave Romane), melynek kiváló minőségű anyagából a pólai amfiteátrumot is építették.
- Minden nyáron megrendezik a Vinkurani estéket kiállításokkal, koncertekkel.